# Francisco José Fernandes Costa

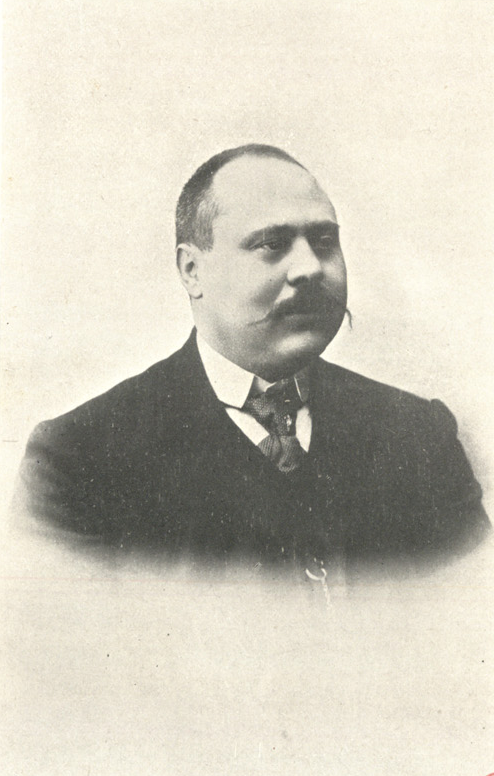
Francisco José Fernandes Costa (1908)

Francisco José de Meneses Fernandes Costa (* 19. April 1867 in Foz de Arouce, Lousã; † 19. Juli 1925 in Figueira da Foz) war ein portugiesischer Politiker und Premierminister (Presidente do Conselho de Ministros) während der Ersten Republik.

## Werdegang

### Frühen Jahre
Costa war der Sohn von Francisco José Fernandes und Leopoldina da Conceição.
Nach der Schulausbildung absolvierte er ab 1890 ein Studium der Rechtswissenschaften an der juristischen Fakultät von  Universität Coimbra und war anschließend als Rechtsanwalt sowie als Professor am Zentralgymnasium (Liceu Central) von Coimbra tätig. Von 1910 bis 1911 war er als Rechtsberater der Staatlichen Eisenbahnverwaltung (Caminhos de Ferro do Estado). Später übernahm er das Amt des Vorstandsmitglieds der Staatsbahnen (1910),

### Politische Laufbahn
Bereits in der Monarchie war Costa Republikaner, Freimaurer (unter dem Namen Gomes Freire ab 1901) und Carbonário. Seine politischen Laufbahn begann Costa als Mitglied der Republikanischen Partei (Partido Republicano Português). Von 1899 bis 1902 war er in der Beratenden Kommission und von 1909 bis 1911 des Beirats (Junta consultiva) der Partei. Nach der Spaltung der Republikanischen Partei wurde Costa Mitglied der am 24. Februar 1912 von António José de Almeida gegründeten Evolutionistischen Republikanischen Partei (Partido Republicano Evolucionista). Hier arbeitete er 1912 im Lenkungsausschuss und 1913 im Zentralausschuss. Es folgten in den Jahren Mitgliedschaften in der liberalen und der nationalistischen Partei.
Als am 5. Oktober  1910 die Republik ausgerufen wurde, übernahm Costa bis zum 31. Oktober das Amt des  Zivilgouverneurs von Coimbra und bis 1911 des Adjutanten des Generalanklägers der Republik (Procurador-geral do República). Nach einer kurzen Tätigkeit als Generalkonsul in Rio de Janeiro war er schließlich von 1911 bis zu seinem Tod Präsident der Öffentlichen Kreditverwaltung (Junta do Crédito Público). Noch 1911 wurde er erstmals zum Abgeordneten des Parlaments (Assembleia da República) für den Wahlkreis von Arganil  gewählt.

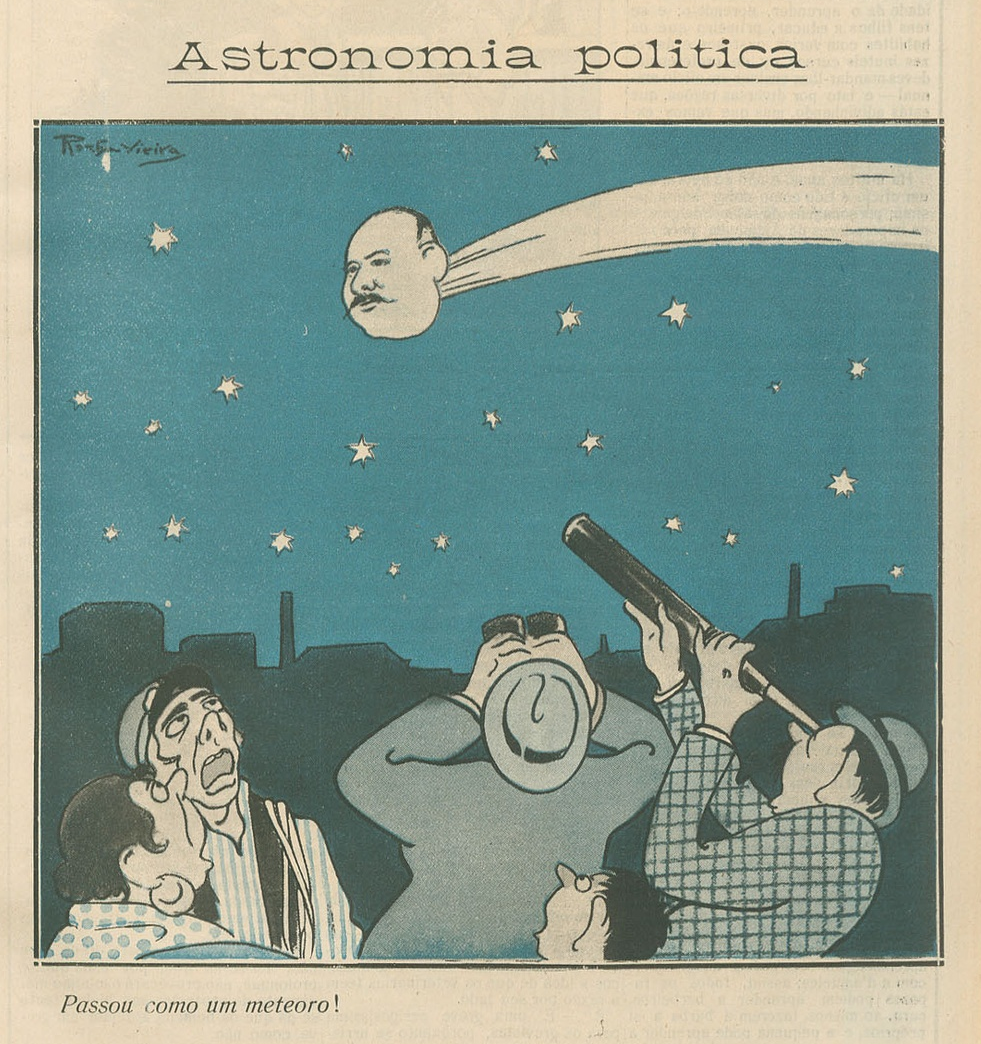
Costa als politische Sternschnuppe auf einer Karikatur (1920)

Vom 16. Juni 1912 bis  9. Januar 1913 war Costa Marineminister und kurz amtsführender Finanz- und Bauminister im Kabinett von Duarte Leite Pereira da Silva, kehrte dann in das Parlament für den Wahlkreis von Coimbra zurück und, nach dem Aufstand vom 14. Mai 1915 gegen die Diktatur von Pimenta de Castro, wieder vom 15. Mai bis zum 18. Juni 1915 auf den Posten des Marineministers in der Regierung der so genannten Verfassungsjunta (Junta Constitucional). Vom 17. März 1916 bis zum 25. April 1917 gehörte er dann dem Kabinett von Premierminister António José de Almeida als Bauminister an. Ab 1919 diente Costa erneut als Abgeordneter für Arganil im Parlament.
Am 15. Januar 1920 wurde er von Präsident de Almeida selbst zum Premierminister (Presidente do Conselho de Ministros) berufen. Sein Kabinett trat jedoch bereits am gleichen Tag zurück und ging als bizarre Episode der Instabilität der Regierungsbildungen der damaligen Zeit in die portugiesische Regierungsgeschichte als das „Kabinett der fünf Minuten“ (Governo dos Cinco Minutos) ein. In seinem eigenen Kabinett beabsichtigte er auch die Übernahme der Ämter des Finanz- und des Außenministers.
Wieder war Costa Abgeordneter (diesmal für Santarém, während sein gleichnamiger Sohn Abgeordneter von Arganil wurde), bis er 1921 nochmals zu Regierungsverantwortung kam. Unter Premierminister Tomé José de Barros Queirós vom 10. August bis zum 30. August als Handelsminister , unter António Joaquim Granjo vom 30. August bis 12. Oktober als Handels- und Telekommunikationsminister und als  Landwirtschaftsminister vom 30. August bis 3. September. Außerdem soll er vom 20. September bis 25. Oktober Zivilgouverneur von Funchal gewesen sein. Die Lissabonner Blutnacht (a noite sangrenta) am 19. Oktober 1921 beendete das politische Wirken von Costa.